# Арпад
Арпад (мађ. Árpád, 850 — 907) је био први владар Угарске. Оснивач је династије Арпадоваца, која је владала Угарском до 1301. године.

## Први угарски вођа
Арпад је био вођа једног од седам угарских племена, племе Међер, и други велики везир Мађара. Према слабо поузданим средњовековним хроникама, око 890. је изабран за заједничког вођу свих седам племена. Био је вођа све до 907, када је умро.
Према Константину Порфирогениту (950), пре Арпада Мађари никад нису имали вођу, а после њега све вође су биле из исте династије.
Према легенди, Арпад и четрдесеторица витезова су прву своју скупштину одржали на коњима.

## Савезници Немачке и Византије
Мађари су били смештени између Волге и Дунава, у јужној Украјини. Од 892, помало улазе у долину Дунава, где су били савезници краља Немачке Арнулфа Корушког, а нешто касније и Византије. Мађари су помагали Арнулфу Корушком од 892. против Велике Моравске, а од 894. дижу оружје против Арнулфа, јер су сами били заинтересовани за територије Велике Моравске.
Византијски цар Лав VI Мудри позвао је Мађаре да му помогну против Бугара. Бугарски цар Симеон против Мађара налази новог савезника Печењеге.

## Насељавање у Панонију
Печењези су потиснули Мађаре са истока, тако да Мађари прелазе Карпате 895. године. Око 896, заузимају горњи део поречја Тисе и одатле су предузели бројне нападе на средњу и западну Европу. Било их је око двеста до двеста педесет хиљада.
Доласком Мађара прекинуто је бугарско ширење на левој обали Дунава и бугарска власт у Панонији. Али, угарским доласком прекинуте су и везе између Јужних Словена са Западним и Источним (Чесима, Словацима и Украјинцима).